# Тайберт, Виталий
Виталий Тайберт (нем. Vitali Tajbert, род. 25 мая 1982, Михайловка, Павлодарская область, Казахская ССР) — немецкий боксёр. Как любитель — чемпион Европы 2004 года, призёр чемпионата мира 2003 и Олимпийских игр 2004 года. Чемпион мира среди профессионалов по версии WBC (2010), чемпион Европы по версии EBU во втором полулёгком весе (2008).

## Биография
Родился в деревне Михайловка Павлодарской области Казахской ССР, в начале 1990-х годов переехал с родителями в Германию. С 1992 года проживал в Штутгарте. В новой стране, ещё будучи школьником, заинтересовался боевыми искусствами — вначале кикбоксингом, а затем боксом. Тренировался у Конрада (Конни) Миттермейера. Выступал за клубы «ВФК Германия» и «Фельбертер», затем за Вооружённые силы Германии. В 2000 году стал чемпионом мира среди юношей, взрослый чемпионат Германии выигрывал 7 раз, а в 2003—2004 годах стал одним из лучших боксёров мира в своей весовой категории среди взрослых, завоевав серебряную медаль на чемпионате мира 2003 года, звание чемпиона Европы 2004 года и бронзовую медаль Олимпийских игр в Афинах.
В 2005 году стал победителем чемпионата мира среди военных, проходившего в Претории (ЮАР), и был признан лучшим боксёром турнира. В профессионалы перешёл в том же году и выиграл свои первые 17 боёв в этом качестве, в том числе 6 нокаутом. В марте 2008 года встретился с испанцем Хесусом Гарсией Эскалоной в бою за звание чемпиона Европы по версии EBU во втором полулёгком весе. Немецкий боксёр, доминировавший в первых двух раундах, в самом конце 3-го пропустил сильный правый хук от Эскалоны и потерял инициативу. Преимущество испанца было особенно заметно с 8-го по 11-й раунд, но Тайберт сумел лучше отработать завершающий раунд и победил единогласным решением судей, хотя все трое отдали ему лишь минимальный перевес в очках (115-113, 115-113 и 115-114).
Защитив титул чемпиона Европы в июле 2008 года против Антониу Жуана Бенту, в декабре в Галле потерпел первое поражение за профессиональную карьеру, уступив звание Сергею Гулякевичу единогласным решением судей. В этой встрече Тайберт, несмотря на поддержку зала, не сумел противостоять высокорослому (разница в росте более 10 см) и длиннорукому сопернику, который предпочитал вести бой на дистанции. Однако меньше чем через год, в ноябре 2009 года, он стал участником боя за временное звание чемпиона мира во втором полулёгком весе по версии WBC. Действующий чемпион мира в этом весе, мексиканец Умберто Сото, отказался от планов защиты титула, вместо этого собираясь побороться за чемпионское звание в следующем, лёгком весе. Таким образом, его собственный титул должен был вот-вот стать вакантным и оспаривался в бою претендентов. Соперником Тайберта стал ещё один мексиканец Умберто Мауро Гутьеррес, перед этим победивший Гулякевича. Бой снова проходил в Германии, в Киле, и Тайберт победил по очкам. Титул чемпиона мира официально перешёл к Тайберту в марте 2010 года после того, как Сото стал чемпионом в лёгком весе.
В мае 2011 года отстоял титул в бою с мексиканцем Эктором Веласкесом. Во 2-м раунде претендент случайно боднул чемпиона в левую бровь, и Тайберт, по собственным словам, на определённых этапах боя мало что видел, однако начиная с 5-го раунда завладел инициативой. Когда в 9-м раунде встреча была остановлена из-за кровотечения у Тайберта, судьи единогласным решением (88-83, 87-83, 88-82) отдали победу немецкому спортсмену. В ноябре 2010 года в Нагое (Япония) вновь защищал титул в бою против местного боксёра Такахиро Ао, в 3-м раунде побывал в нокдауне и проиграл единогласным решением судей (115-112, 117-112, 116-110).
После этого поражения, второго за карьеру, Тайберт провёл на профессиональном ринге лишь четыре боя, все против малоизвестных соперников, и одержал четыре победы (последнюю — в августе 2013 года). В июне 2014 года должен был выйти на ринг против на тот момент непобеждённого украинца Ивана Редкача, но этот бой не состоялся, и Тайберт завершил профессиональную карьеру с 24 победами при 2 поражениях.